# Manyike
El manyike o manyika es uno de los pueblos más importantes de habla shona en Zimbabue oriental, de unos 1,2 millones de individuos, o sea, un noveno de la población. Un grupo reducido vive también en Mozambique occidental. Su lengua, el chimanya, es un dialecto del shona.
- Datos: Q5994967